# Ture Sventon i spökhuset
Ture Sventon i spökhuset (1965) är den sjunde boken i Åke Holmbergs Ture Sventon-serie och den enda novellsamlingen. Den första och längsta novellen som har fått namnge boken heter Ture Sventon i spökhuset. Den är cirka 60 sidor lång. De andra fyra berättelserna är cirka 20 sidor långa. I ingen av berättelserna är herr Omar eller Ville Vessla med - och inte heller några barn-medhjälpare. 

## Ture Sventon i spökhuset
På Hjulinge gård utanför Stockholm bor paret Hjul och hjälpredorna Jarl och Hanna Person. En dag uppträder spöken. Hjalmar Hjul åker in till stan och söker upp Ture Sventon. Han åker ut till Hjulinge gård utklädd till farfar. Gerda Hjul vill sälja gården. Massor av köpare kommer och erbjuder skrotpriser. Sventon avslöjar att spökerierna är falska och att de som vill köpa gården ligger bakom. Värdet på marken skulle nämligen öka tack vare en motorväg som skulle dras i närheten.

## Gipsfoten i Tyrolen
På berget Rüsselhügel i Alperna finns två hotell. Plötsligt sker stölder på båda hotellen. Ture Sventon kontaktas och anländer till Rüsselhügel. Han upptäcker en person som inte bor på något hotell, eller på båda. Sventon förstår att den mystiske personen är skurken. Till slut sätter han fast honom.

## De blå byxorna
Fru Anderson är i stort behov av en lägenhet och betalar 5000 kr svart för att få en. När hon kommer till sin lägenhet är det en annan som bor där och hon vet ingenting om att fru Anderson skulle ha fått lägenheten. Fru Anderson kontaktar Ture Sventon och han har snart löst gåtan. Sventon tar tillbaka de 5000 kronorna. 

## Ett mysterium i Venedig
Den här berättelsen får inte blandas ihop med boken Ture Sventon i Venedig.
Greve Rossi i Venedig har blivit bestulen på en tavla av skyddshelgonet för personer med morotsfärgat hår, San Ildebrando. Greven kontaktar Ture Sventon som anländer till Venedig. Han skaffar tillbaka tavlan. Tjuven visar sig ha morotsfärgat hår. 

## Kung Sigismunds rustning
Baron Malcolm Katts rustning, som Sigismund burit, är stulen. Baronen är säker på att hans bror Rafael Katt har tagit den, men Malcolm Katt vågar inte ta tillbaka rustningen eftersom han är skyldig sin bror pengar. Baron Katt ber Sventon ta tillbaka rustningen. Sventon går in till brodern under en fest och tar tillbaka rustningen.